# Geoffrey Vickers

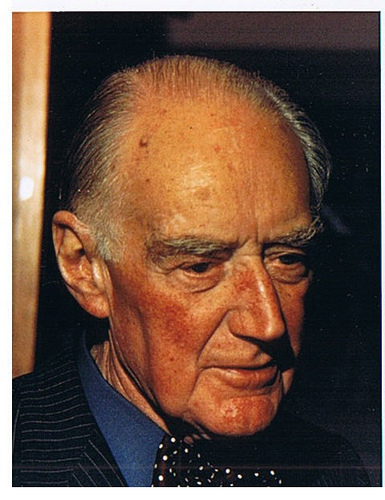
Geoffrey Vickers (1973)

Charles Geoffrey Vickers (13 oktober 1894 - 16 maart 1982) was een Engelse militair, tijdens de Eerste Wereldoorlog onderscheiden met de Victoria Cross en in 1946 geridderd, en een systeemdenker. Op latere leeftijd werd Vickers een vooraanstaand schrijver en spreker over sociale systeemanalyse en de complexe patronen van sociale organisaties. 